# Lappkärrblomfluga
Lappkärrblomfluga (Helophilus lapponicus) är en tvåvingeart som beskrevs av Johan August Wahlberg 1844. Lappkärrblomfluga ingår i släktet kärrblomflugor, och familjen blomflugor. Arten är reproducerande i Sverige. Inga underarter finns listade i Catalogue of Life.